# Главком
«Главком» — українське онлайн-медіа, створене 3 грудня 2009 року. Входить до десяти найпопулярніших новинних ресурсів України. З 2014 року заборонене на території РФ.
Засноване медіаменеджерами Віктором Шлінчаком та Юлією Лимар. Головний редактор — Микола Підвезяний. Шефредактор стрічки новин — Наталія Антонюк.

## Історія
Перші новини на сайті було опубліковано в грудні 2009 року. Сайт почав роботу російською мовою, висвітлював, зокрема, події Революції гідності.
У 2016 році «Главком» перейшов на українську мову, залишивши окремий розділ російською.
Новини у виданні об'єднані у розділи «Світ», «Країна», «Економіка», «Київ», «Техно», «Спорт», «Скотч», «Вінниця», «Одеса», «Нова енергія».

## Погрози
За даними керівництва, сайт видання неодноразово піддавався політичному тиску та кібератакам.
У липні 2014 року терористична організація «Російський визвольний фронт», яка діяла на території ОРДЛО, погрожувала фізичним знищенням співзасновнику видання Віктору Шлінчаку та іншим 14 українським журналістам.

## Заборона в Росії
Улітку 2014 року Роскомнагляд заборонив роботу видання в РФ, формальною причиною стала публікація «Марш за федералізацію Сибіру»
У серпні 2014 року німецький провайдер Hetzner заявив, що готовий виконати вимогу Росії й заблокувати роботу сайту.
МЗС України розцінило дії «Роскомнагляду» як цензуру й звернулося до німецької влади з проханням оцінити дії німецького провайдера. Також на захист агентства стала Уповноважена Верховної ради з прав людини Валерія Лутковська, яка направила листи до посольства Німеччини в Україні, до МЗС Німеччини та керівництва деяких німецьких фондів. Після правової експертизи представники компанії Hetzner вибачилися за інцидент.
Сайт агентства досі заблокований і на території тимчасово окупованої АР Крим.

## Судова заборона
18 лютого 2021 року Печерський суд Києва заарештував майнові права «Главкома» та інших ЗМІ, задовольнивши клопотання представника колишнього керівника «Спецтехноекспорту» Павла Барбула, який намагався заблокувати роботу низки видань, що писали про його діяльність. За словами Барбула, він подав позов проти ЗМІ, що публікували про нього неправдиву інформацію.
24 березня 2021 року мобільний оператор Lifecell та інтернет-провайдери Triolan і «Інформаційні технології» заблокували доступ до «Главкому».
12 квітня 2021 року Печерський суд Києва скасував арешт майнових прав інтелектуальної власності на сайт glavcom.ua.

## Оцінки
За даними Gemius, у липні 2022 року «Главком» посів 8 місце в рейтингу українських ЗМІ в категорії «Новини», інформаційне агентство.